# Naupoda unifasciata
Naupoda unifasciata är en tvåvingeart som beskrevs av Mario Bezzi 1916. Naupoda unifasciata ingår i släktet Naupoda och familjen bredmunsflugor. Inga underarter finns listade i Catalogue of Life.